# Кинети
Кинетите, кинесийците (Cynetes у Херодот) или кониите (Conii у Страбон) са доримски народ на Иберийския полуостров. Населявали съвременните региони на Алгарве и Алентежу в южна Португалия до 6 век, след което се романизовали.
Херодот отграничава келтите от съседните им кинети, което ще рече, че според „бащата на историята“ тези племена не са родствени или поне близкородствени. Страбон ги слага на края на Древния Запад след келтите, но ги примесва с келтиберите, а в района най-известния град бил Конисторгий. (Страбон, III, 2, 2; Херодот, IV, 49)
На местния език Conistorgis означавало „градът на кониите“. Този град бил разрушен от лузитаните по време на Лузитанската война срещу римляните, понеже кониите били римски съюзници по време на римското завоюване и колонизация на Иберийския полуостров. Точното местоположение на този град до днес не е установено.
Авиен споменава и народа естримнии, който живеел по местата обитавани от кинетите, но е възможно това да са били жителите на крайния запад на полуострова или галисийците.
На територията обитавана от кинетите са открити надписи на тартесийски език, изпълнени на югозападната разновидност на иберийската писменост. Близостта им с Тартес предполага и родственост с турдетаните.